# Balsamorhiza
Balsamorhiza là một chi thực vật có hoa trong họ Cúc (Asteraceae).

## Loài
Chi Balsamorhiza gồm các loài: